# Cemitério de Montmartre
O Cemitério Norte, comumente conhecido como o Cemitério de Montmartre, foi inaugurado em 1 de janeiro de 1825.
Em 2012, a cidade de Paris lançou um estudo para fortalecer a paisagem e a proteção do patrimônio do cemitério de Montmartre. Este estudo permitirá a classificação do local, no mesmo modelo que o já adotado para o Cemitério do Père-Lachaise. O Workshop de Planejamento Urbano parisiense (Apur) publicou seu estudo em dezembro de 2013. Como resultado, um registro inicial de monumentos históricos ocorreu por decreto de 20 de dezembro de 2013 para a capela Fournier.

## Descrição
O Cemitério de Montmartre, incluído em Paris desde 1860, está localizado no número 20, da Avenida Rachel, no 18. º arrondissement. Ele está localizado no local das antigas pedreiras de Montmartre, famosa por sua gipsita que da qual foi feito um gesso usado em grande escala na capital.
Fora dos limites antigos da capital foram criados o cemitério Montmartre ao norte, o Cemitério do Père-Lachaise ao leste, o Cemitério do Montparnasse ao sul e, dentro da cidade, o Cemitério de Passy ao oeste.
O Cemitério de Montmartre cobre cerca de 11 hectares, a mesma área que o Cemitério de Batignolles, tornando-se o terceiro maior cemitério dentro dos muros depois de Père-Lachaise e Montparnasse. Hoje, o cemitério de Montmartre tem mais de 20. 000 concessões e aproximadamente 500 pessoas são enterradas lá todos os anos.
É atravessada pela ponte Caulaincourt, uma ponte de metal construída após múltiplas polêmicas em 1888.
O túmulo de Dalida, com sua escultura em tamanho natural e seus raios dourados, é o mais visitado e o mais ornamentado do cemitério.

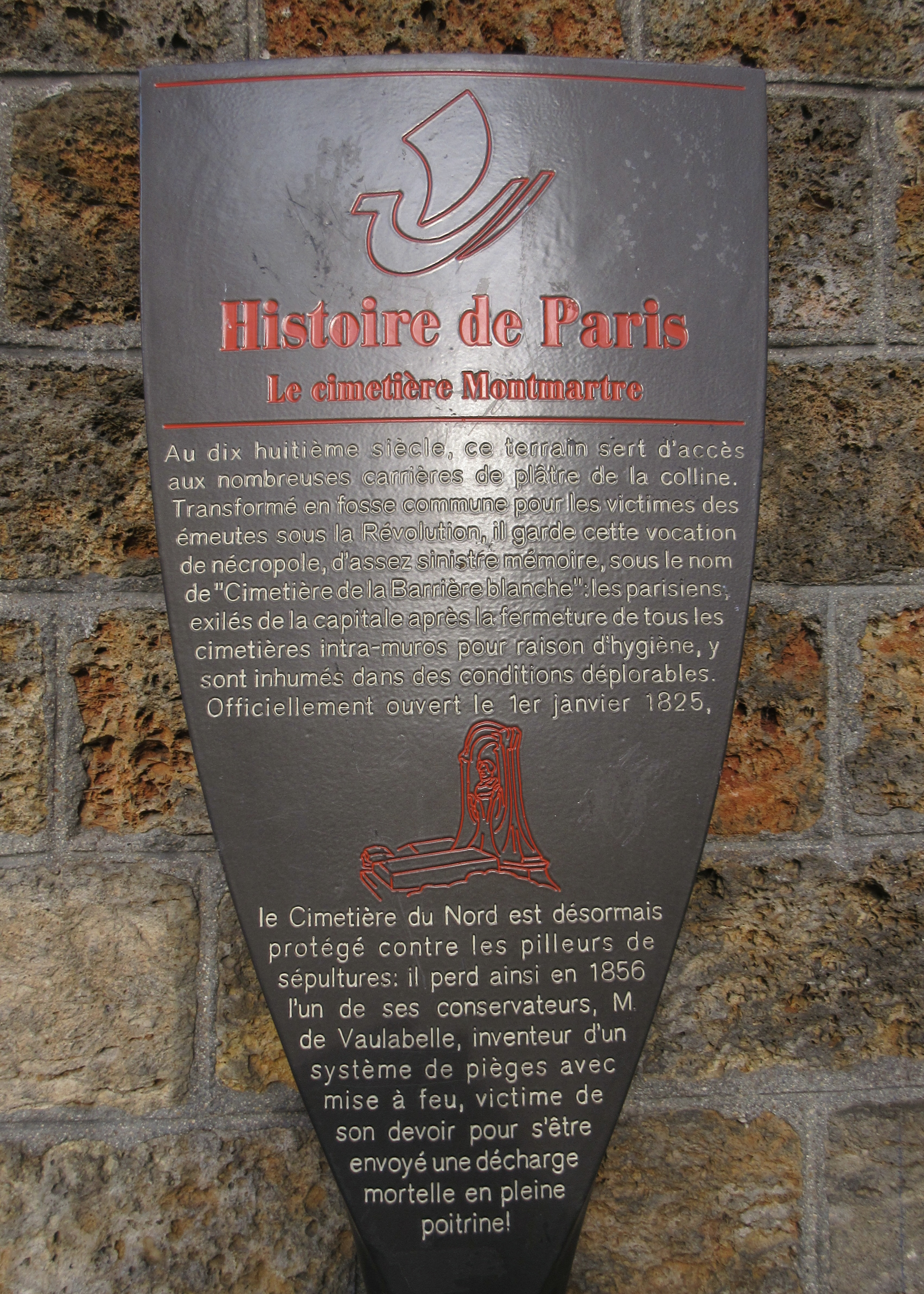
Painel com resumo histórico do Cemitério de Montmartre

## Histórico
Durante a Revolução Francesa, os cemitérios foram considerados como propriedade do clero. Assim, pela lei de 15 de maio de 1791, eles passaram a ser considerados propriedade nacional. Pelo efeito desta lei, o cemitério da paróquia de Montmartre, o cemitério do Calvário, tornou-se propriedade da cidade, sendo fechado durante este período conturbado. É, provavelmente, ao encerramento do antigo cemitério que remonta à origem do grande cemitério do Norte que foi designado pela primeira vez, devido à sua localização, sob o nome do cemitério da Barrière Blanche e, em seguida, chamado de cemitério de Montmartre, Resto do Campo e, finalmente, o cemitério de Montmartre. [carece de fontes?]
Este novo cemitério estava em operação em 1795, mas era então um recinto bastante estreito estabelecido no local de antigas pedreiras abandonadas. [carece de fontes?]